# Kula Grad
Kula Grad (cyr. Кула Град) – wieś w Bośni i Hercegowinie, w Republice Serbskiej, w mieście Zvornik. W 2013 roku liczyła 571 mieszkańców.